# 依兰县林业局
依兰县林业局是中国黑龙江省哈尔滨市依兰县人民政府的内设机构。管理依兰县的9个国有林场。管辖区域列为依兰县的一个类似乡级单位。
2009年时，依兰县林业局内设办公室、防火办、计财股、资源股、林政股、生产股、多种经营股和劳资科教股。下设林业派出所、林业工作总站、野生动植物管理站、林业基金管理站、森林病虫害防治站、林木种苗管理站、林木产品管理站和林业卫生所。下辖先锋、烟筒山、四块石、珠山、对青山、二道河子、东风、大顶山、红旗等9个国有林场和9个乡镇林业站。
2009年时，全局在岗职工1750人，其中局机关86人。时任林业局党委书记、局长：孙玉福，副书记：魏志华（？-2009.05）、李庆江（2009.05-？），副局长：吕学、胡本正、朱庆东、吴凤林。

## 行政区划
依兰县林业局下辖以下单位：
四块石林场、对青山林场、二道河子林场、先锋林场、新丰林场、东锋林场、大顶子山林场、红旗林场、珠山林场、烟筒山林场和丹青河林场。